# Belgische Gouden Schoen 1978
De verkiezing van de Belgische Gouden Schoen 1978 werd in 1979 gehouden. Jean-Marie Pfaff won de voetbalprijs voor de eerste keer. Hij was de eerste speler van KSK Beveren die de prijs won. Hij was de vierde doelman op de erelijst van de Gouden Schoen.

## De prijsuitreiking
Club Brugge veroverde in 1978 een derde landstitel op rij en bereikte de finale van de Europacup I. RSC Anderlecht won voor de tweede keer de Europacup II, terwijl in eigen land KSK Beveren met de Beker van België aan de haal ging. De Gouden Schoen ging dus waarschijnlijk bij een van deze drie clubs belanden. Club Brugge was op dat ogenblik het sterkste team en daarom ook de grootste kanshebber.
Al voor de uitreiking was het duidelijk dat het om een tweestrijd tussen René Vandereycken en Jean-Marie Pfaff zou gaan. De middenvelder van Club Brugge werd als topfavoriet beschouwd, maar uiteindelijk was het Pfaff die met 30 punten voorsprong won en daarmee het missen van de Gouden Schoen van het jaar voordien gecompenseerd zag. Vandereycken was achteraf niet tevreden met de uitslag. Pfaff kreeg de trofee uit handen van Julien Cools, de vorige winnaar en tevens ploegmaat van Vandereycken.

## Top 3
| Nr. | Land               | Naam              | Club(s)        | Punten |
| --- | ------------------ | ----------------- | -------------- | ------ |
| 1.  | Vlag van België    | Jean-Marie Pfaff  | KSK Beveren    | 252    |
| 2.  | Vlag van België    | René Vandereycken | Club Brugge    | 222    |
| 3.  | Vlag van Nederland | Rob Rensenbrink   | RSC Anderlecht | 165    |

1954 · 
1955 · 
1956 · 
1957 · 
1958 · 
1959 · 
1960 · 
1961 · 
1962 · 
1963 · 
1964 · 
1965 · 
1966 · 
1967 · 
1968 · 
1969 · 
1970 · 
1971 · 
1972 · 
1973 · 
1974 · 
1975 · 
1976 · 
1977 · 
1978 · 
1979 · 
1980 · 
1981 · 
1982 · 
1983 · 
1984 · 
1985 · 
1986 · 
1987 · 
1988 · 
1989 · 
1990 · 
1991 · 
1992 · 
1993 · 
1994 · 
1995 · 
1996 · 
1997 · 
1998 · 
1999 · 
2000 · 
2001 · 
2002 · 
2003 · 
2004 · 
2005 · 
2006 · 
2007 · 
2008 · 
2009 · 
2010 · 
2011 · 
2012 · 
2013 · 
2014 · 
2015 · 
2016 · 
2017 ·
2018 ·
2019 ·
2020 ·
2022 ·
2023 ·
2024